# بنک آو امریکا سنتر لوس آنجلس
بنک آو امریکا سنتر لوس آنجلس، (به انگلیسی: Bank of America Center Los Angeles) آسمان‌خراش اداری۵۵ طبقه با ۲۲۴٫۰۳ متر ارتفاع می‌باشد، که در بانکر هیل، لس آنجلس، کالیفرنیا قرار دارد.
این سازه در سال ۱۹۷۴ تکمیل شد، ابتدا دفتر مرکزی شرکت کپیتال گروپ و شعبه مرکزی سکوریتی پسیفیک نشنال بانک در این ساختمان مستقر بودند.
بنک آو امریکا سنتر لوس آنجلس هم‌اکنون پنجمین ساختمان بلند در شهر لس آنجلس می‌باشد و در مجموع رتبه ۸۳ از بلندترین ساختمان‌های ایالات متحده آمریکا را به خود اختصاص داده است.
سال ۱۹۹۲ در پی خریداری سکوریتی پسیفیک نشنال بانک توسط بنک آو امریکا، مالکیت این ساختمان نیز در اختیار بنک آو امریکا قرار گرفت.